# Glenea glauca
Glenea glauca là một loài bọ cánh cứng trong họ Cerambycidae.